# Norman Wilks
Pour les articles homonymes, voir Wilks.
Norman Wilks, né le 9 juin 1885 à Birchington et mort le 20 novembre 1944 à Toronto (Canada), est un pianiste et professeur de musique canadien.

## Biographie
Enfant, Norman Wilks est chanteur dans le Duke of Newcastle Choir.
Il étudie le piano avec Michael Hambourg et Frederic Lamond et la composition avec Ebenezer Prout et Joseph Holbrooke. Il étudie ensuite au Conservatoire de Bruxelles avec Arthur De Greef et est l'élève d'Artur Schnabel en Allemagne. En 1913 et 1914, il part en tournée nord-américaine, où il se produit à plusieurs reprises avec le Boston Symphony Orchestra. Il est soldat pendant la Première Guerre mondiale et reçoit la croix militaire.
Après la guerre, il se produit en tant que soliste en Angleterre, aux Pays-Bas, en Belgique, en Allemagne, dans les Caraïbes et en Australie. À partir de 1928, il vit au Canada, où il se consacre principalement à l'éducation musicale. Il enseigne au Conservatoire royal de musique où il succède à Ernest MacMillan en 1942.
Il est co-auteur du manuel The Boris Berlin Musical Kindergarten Piano Method: Guide for Teachers (1940) et est rédacteur en chef de The Conservatory Sonatina Album (1945), qui est réédité en 1983. Parmi ses étudiants figurent Robert Fleming, Patricia Blomfield Holt, Weldon Kilburn (de), Margaret Parsons et Malcolm Troup.

## Sources
- « Norman Wilks », in: Encyclopedia of Music in Canada, L'Encyclopédie canadienne - The Canadian Encyclopedia, Margaret Holden, 7 février 2006.